# 2199 Kleť
2199 Kleť eller 1978 LA är en asteroid i huvudbältet som upptäcktes den 6 juni 1978 av den tjeckiske astronomen Antonín Mrkos vid Kleť-observatoriet i Tjeckien. Den är uppkallad efter Kleť-observatoriet, med vilket asteroiden upptäcktes.
Asteroiden har en diameter på ungefär 6 kilometer.